# IJslandzee
De IJslandzee of IJslandse Zee is een kleine watermassa die wordt begrensd door de Jan Mayenbreukzone in het noorden, Groenland in het westen, de Straat Denemarken in het zuidwesten, IJsland in het zuiden en de Jan Mayenrug in het oosten. De diepten variëren gewoonlijk van 500 tot 2000 meter, maar kunnen ondieper zijn op het continentaal plat van Oost-Groenland. De Kolbeinseyrug doorkruist de IJslandzee en verdeelt deze in oostelijke en westelijke delen.
Naar het noordoosten van deze randzee ligt de Groenlandzee, naar het oosten de Noorse Zee en naar het westen de Irmingerzee.
Volgens de Internationale Hydrografische Organisatie omvat de Groenlandzee in haar editie uit 1953 van de Limits of Oceans and Seas-standaard, die in 2021 nog steeds van kracht is, het gebied van de IJslandzee. In de voorgestelde editie van 2002 wordt de IJslandzee als een zone op zichzelf gedefinieerd.

## Zeestromen
Langs de oostkust van Groenland stroomt de Oost-Groenlandstroom richting het zuiden die in de zee een aftakking heeft met de Oost-IJslandstroom richting het oosten.

## Zeeleven
In de ijskoude wateren voor de noordkust van IJsland leven veel soorten zeehonden en walvissen.
De zee ligt in de mariene ecoregio Noordelijk en Oostelijk IJsland en de mariene ecoregio Oostelijk Groenlands Plat.